# Chrysopsyche lamani
Chrysopsyche lamani is een vlinder uit de familie spinners (Lasiocampidae). De wetenschappelijke naam van deze soort is voor het eerst geldig gepubliceerd in 1906 door Aurivillius.
De soort komt voor in tropisch Afrika.